# Ленинградская (гостиница)
Гости́ница «Ленингра́дская» (официальное название — Hilton Moscow Leningradskaya) — высотный дом, построенный в Москве на Комсомольской площади в 1949—1954 годах. Гостиница была открыта для посетителей 1 ноября 1953 года. Самая низкая из семи сталинских высоток — её шпиль достигает отметки 139 м. Проект здания разработали архитекторы Леонид Поляков и Александр Борецкий. Изначально в гостинице существовало 349 номеров: от однокроватных площадью 12 м² до трёхкомнатных люксов. С 2008 года гостиница действует под именем Hilton Moscow Leningradskaya.

## История

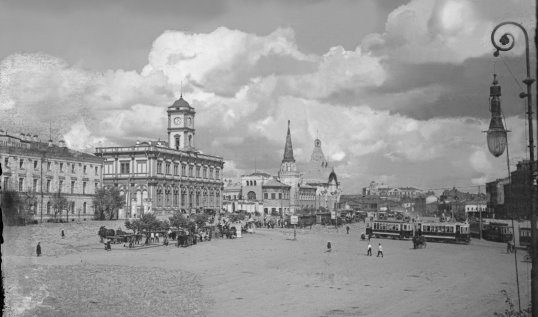
Каланчевская (Комсомольская) площадь в Москве в 1920-х, до возведения гостиницы

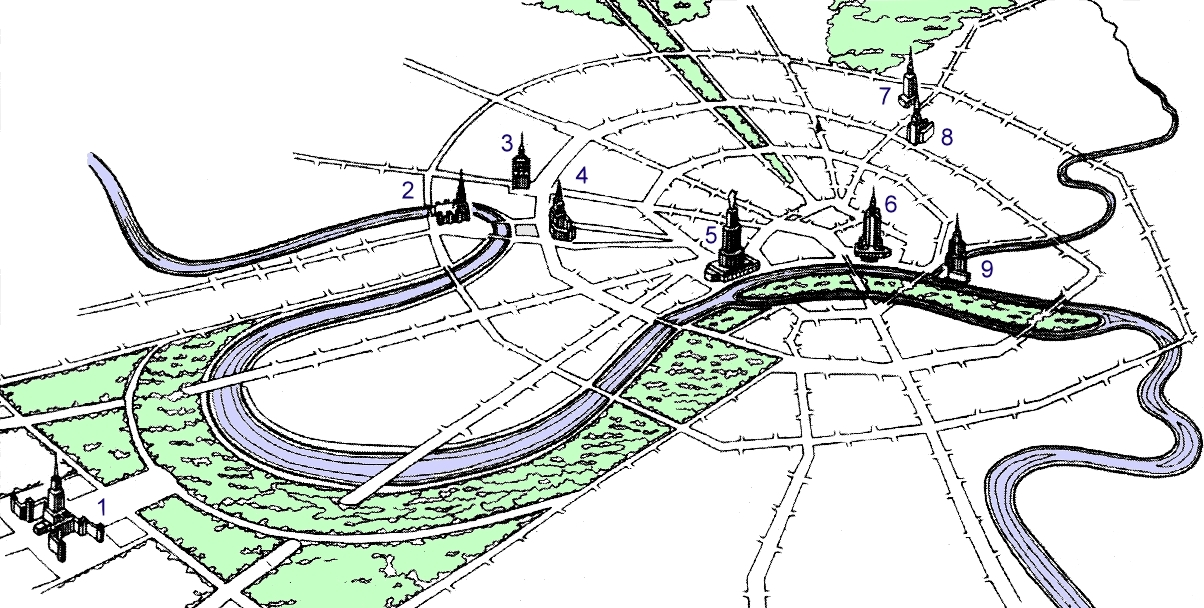
План реконструкции Москвы с доминантами-высотками, 1948 год

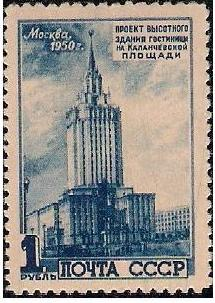
Почтовая марка СССР № 1579, проект гостиницы Ленинградская

### Идея создания
Возможность строительства высотных зданий в советской столице начали обсуждать в профессиональной среде вскоре после революции 1917 года. За непродолжительное время было разработано множество проектов. Среди них — небоскрёб ВСНХ на Лубянской площади, выполненный Владимиром Кринским в 1923-м. В том же году братья Веснины предложили проект Дворца труда. Центральный корпус здания представлял собой башню высотой 132 метра. В ней размещались многочисленные общественные организации: несколько музеев, радиостанция и астрофизическая обсерватория.
Союзное правительство одобрило создание высотного Дворца Советов и нескольких 20-этажных домов, что и было зафиксировано в проекте реконструкции Москвы 1935 года. Однако подготовительные работы были остановлены после начала Великой Отечественной войны.
После завершения войны правительство СССР вернулось к идее строительства московских небоскрёбов. Хотя проект Дворца Советов заморозили на неопределённое время, 13 января 1947 года Секретарь ЦК ВКП(б) Иосиф Сталин подписал постановление Совета Министров СССР «О строительстве в г. Москве многоэтажных зданий». В документе были указаны территории, предназначенные для восьми будущих высоток. Согласно документу, планировалось построить 16-этажное административное здание в районе Каланчёвской площади. Работы на объекте вело Министерство строительства военных и военно-морских предприятий, ответственным был назначен Семён Гинзбург.
Руководство страны торопилось с реализацией амбициозного проекта, поэтому торжественная закладка первого камня зданий прошла в разгар празднования 800-летия Москвы: 7 сентября 1947 года в 13:00 это сделали одновременно на всех восьми строительных площадках. Примечательно, что в то время ещё не существовало проектов будущих зданий. Подобную спешку некоторые исследователи связывают с личной заинтересованностью Иосифа Сталина, который масштабным строительством пытался продемонстрировать величие Страны Советов. Ему приписывают слова: «Ездят у нас в Америку, потом приезжают и ахают — ах, какие же огромные дома! Пускай теперь ездят в Москву, видят, какие у нас дома, пусть ахают».
В отличие от Нью-Йорка, в Москве в сталинское время небоскрёбы не возводили компактно. Их преимущественно распределили по историческому центру столицы. Такое решение объясняется тем, что новые высотки должны были служить архитектурными доминантами столицы. Аналогичную роль в дореволюционной Москве выполняли церковные колокольни и купола. Главный архитектор Москвы Дмитрий Чечулин определил восемь площадок для будущих небоскрёбов с таким расчётом, чтобы они формировали архитектурный пейзаж на окружающей территории и одновременно могли «перекликаться» между собой. Ансамбль Каланчёвской улицы в данном случае был эталонным: в начале магистрали расположено здание Министерства транспортного строительства, а в середине — гостиница «Ленинградская».

### Строительство
Строительство высотных зданий в Москве осложнялось тремя обстоятельствами. Во-первых, из-за слабых московских грунтов (супесей, суглинков, песков) для небоскрёбов требовались надёжные и дорогостоящие фундаменты. Во-вторых, кроме нескольких архитекторов, которые стажировались за границей, отечественные архитекторы не имели соответствующего опыта. В-третьих, в стране отсутствовала необходимая техническая база. Осознавая важность задачи, специалисты всех уровней достаточно быстро нашли решения и приобрели необходимые знания. Профессора Николай Герсеванов, Николай Цытович и Дмитрий Польшин сформулировали теорию «коробчатого фундамента», который обеспечивал необходимую прочность здания без использования гигантских железобетонных массивов и вертикальных осадочных швов.
Однако в случае с гостиницей «Ленинградская» строителям пришлось дополнительно использовать сваи. При сооружении фундамента выяснилось, что через площадь протекал убранный в трубу ручей Ольховец, который  ранее создал проблемы при строительстве станции метро Комсомольская и здания Наркомзема в Орликовом переулке.  Для создания надёжной опоры конструкция здания была усилена 1400 вибронабивными десятиметровыми сваями. Для этого использовали прочные чугунные трубы, которые забивали до прочного несущего грунта. Затем в трубу вставляли арматурный каркас и заливали полость пластичным бетоном. До затвердевания бетона трубу извлекали, а через несколько дней, когда раствор застывал, получалась необходимая по прочности свая.
До 1940-х годов советские строители возводили малоэтажные здания преимущественно из кирпича, поэтому основные работы над зданием были под силу человеку. Москве в 1946-м в распоряжении строительных коллективов имелось всего 26 подъёмных кранов, 55 экскаваторов и 40 самосвалов. Оценивая имевшиеся в наличии ресурсы, председатель московского исполкома Георгий Попов в 1946 году даже предложил строить в ближайшие годы двух-, трёх- и пятиэтажные здания.
Для создания высоток требовались новые материалы и мощное оборудование. Эти дома предполагалось построить из монолитного железобетона с использованием готовых плит, для чего в Люберцах и Кучине были организованы новые предприятия. При возведении высоток на площадях Восстания и Комсомольской использовалось новое оборудование: бетононасос, способный перекачивать свежий раствор на высоту до 40 метров. Конструкторы П. П. Велихов, И. Б. Гитман и Л. Н. Щипакин разработали новые башенные краны УБК, максимальная грузоподъёмность которых составляла 15 тонн. Для функционирования на большой высоте машина поднимала сама себя с этажа на этаж по мере роста здания. Использование металлического каркаса потребовало создания новых стеновых материалов: «многодырчатых» кирпичей и пустотелых керамических камней, которые выпускало новое предприятие в селе Кудиново.

### Обвинения архитекторов

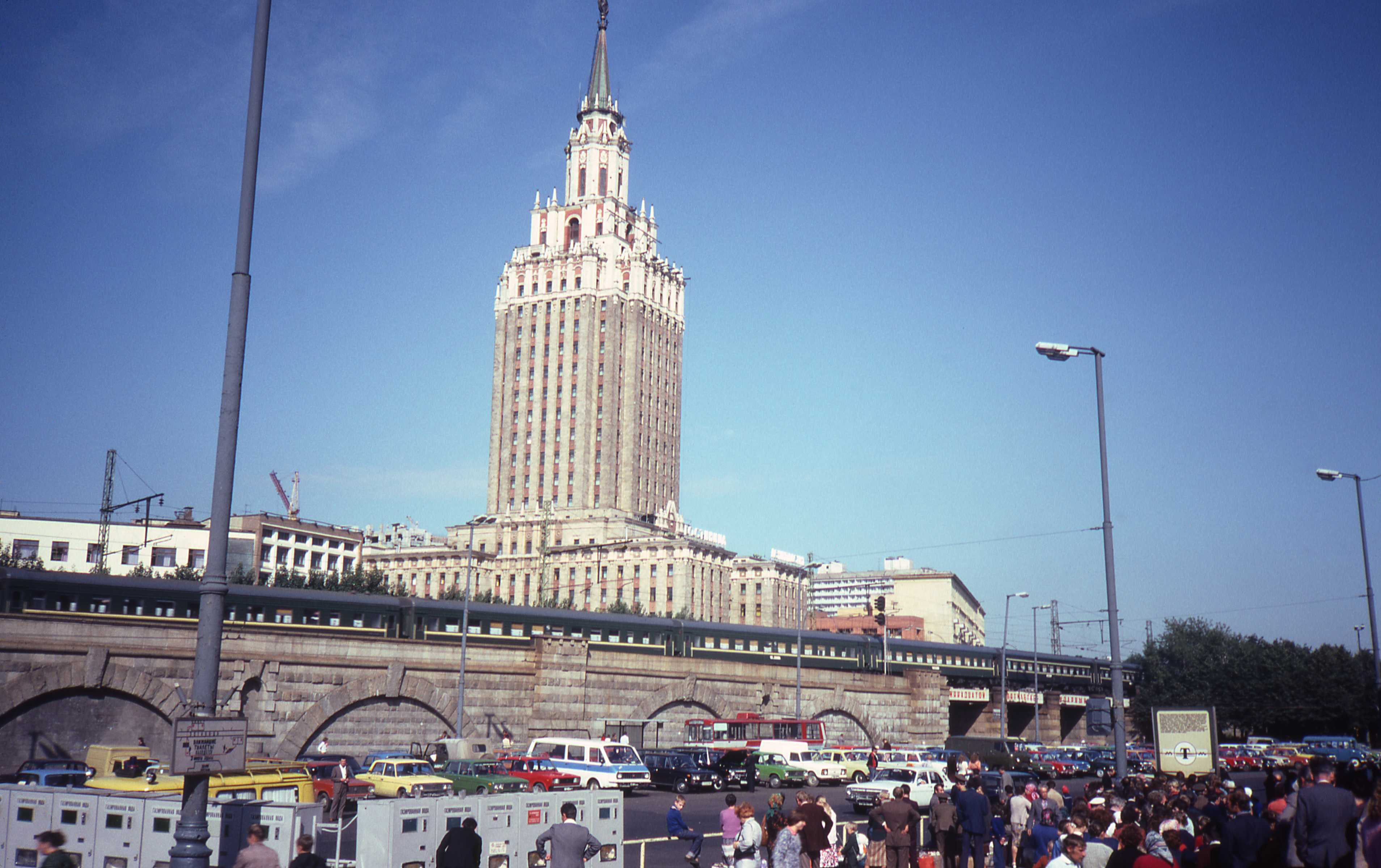
Вид на гостиницу со стороны Казанского вокзала, 1982 год

30 ноября 1954 года на открывшемся в Москве «Всесоюзном совещании строителей…» Первый секретарь ЦК КПСС Никита Хрущёв выступил с критикой советской архитектуры сталинской эпохи. Руководители индустрии, в том числе главный архитектор Москвы Александр Власов, были готовы к такому заявлению, поэтому тоже отметили недостатки знаковых проектов послевоенного периода. В качестве показательного примера нерационального расхода средств Власов назвал гостиницу «Ленинградскую». Причём архитектор возложил вину не на политическое руководство страны, даже не на Сталина, а на Полякова и Борецкого, которые допустили ошибки «в понимании метода социалистического реализма». Поскольку Поляков отказался признавать свою вину за высокие бюджетные расходы, Хрущёв лишил его и Борецкого Сталинских премий. Затем автора гостиницы уволили из «Моспроекта», после чего мастер тяжело и долго болел.
В середине 1950-х годов критика гостиницы «Ленинградская» являлась едва ли не обязательной при оценке «сталинского ампира». 10 ноября 1955 года в газете «Правда» было опубликовано Постановление ЦК КПСС и Совмина СССР «Об устранении излишеств в проектировании и строительстве» — документ, ставший вехой в развитии отечественной архитектурной школы. Этим решением правительство сформировало своё понимание приоритетов при строительстве. Целесообразность любой постройки определялась сметными расчётами. Относительно «Ленинградской» в постановлении сказано: «На строительство гостиницы на триста пятьдесят четыре номера… затрачено столько же средств, сколько понадобилось бы на строительство экономично спроектированной гостиницы на тысячу номеров». Показательны высказывания советских критиков того периода: «Черты буржуазной помпезности и необузданного украшательства находим мы в интерьерах гостиницы „Ленинградская“».

## Архитектурные особенности

### Стилистика
В 1930-х годах в Советском Союзе началось формирование нового архитектурного стиля, получившего впоследствии название «сталинский ампир». Одной из характерных черт, непосредственно продиктованных союзным правительством, были заимствования из культуры предшествующих эпох. Такая позиция власти не просто являлась рекомендацией, а была обязательной к исполнению: «серьёзные недостатки в освоении [архитекторами] культурного наследия прошлого являют малое внимание к отечественному наследию, к русской архитектурной классике, национальному и народному искусству». Такая позиция обусловила появление проекта гостиницы «Ленинградской», который и был реализован.
Во внешнем оформлении здания, более чем в других сталинских высотках, ощущается влияние средневекового русского зодчества. Современники отмечали, что бело-красно-золотистая раскраска стен «напоминает излюбленные цвета древнерусской архитектуры», центральная секция стилистически близка кремлёвским башням. Главный вход решён в виде теремного крыльца. Он украшен многопрофильными карнизами, причудливыми фронтонами, висячими гирьками и пинаклями. Рёбра и эмблема восьмигранного шпиля, розетки между пилонами и шары на обелисках покрыты золотом.
Ещё значительнее стилистические заимствования в интерьерах гостиницы. Некоторые элементы оформления скопированы с образцов допетровских дворцов и церквей. Лифтовый холл, декорированный золотой смальтой и шокшинским порфиром, выполнен в виде алтарной ниши. В залах и на некоторых лестницах люстры стилизованы под паникадила. Копия Золотых ворот кремлёвского Верхоспасского собора делит лобби на две зоны. В оформлении интерьеров использовались мотивы из истории России: на первом этаже над лестничными площадками установлены два круглых медальона. Один из них символизирует победу русских на Куликовом поле, второй — победу в Ледовом побоище.
На правой парадной лестнице в пространстве между вторым и седьмым этажами висит 15,5-метровая бронзовая люстра-гирлянда. На момент постройки она являлась самой длинной в мире, поэтому запись о ней была добавлена в Книгу рекордов Гиннесса.

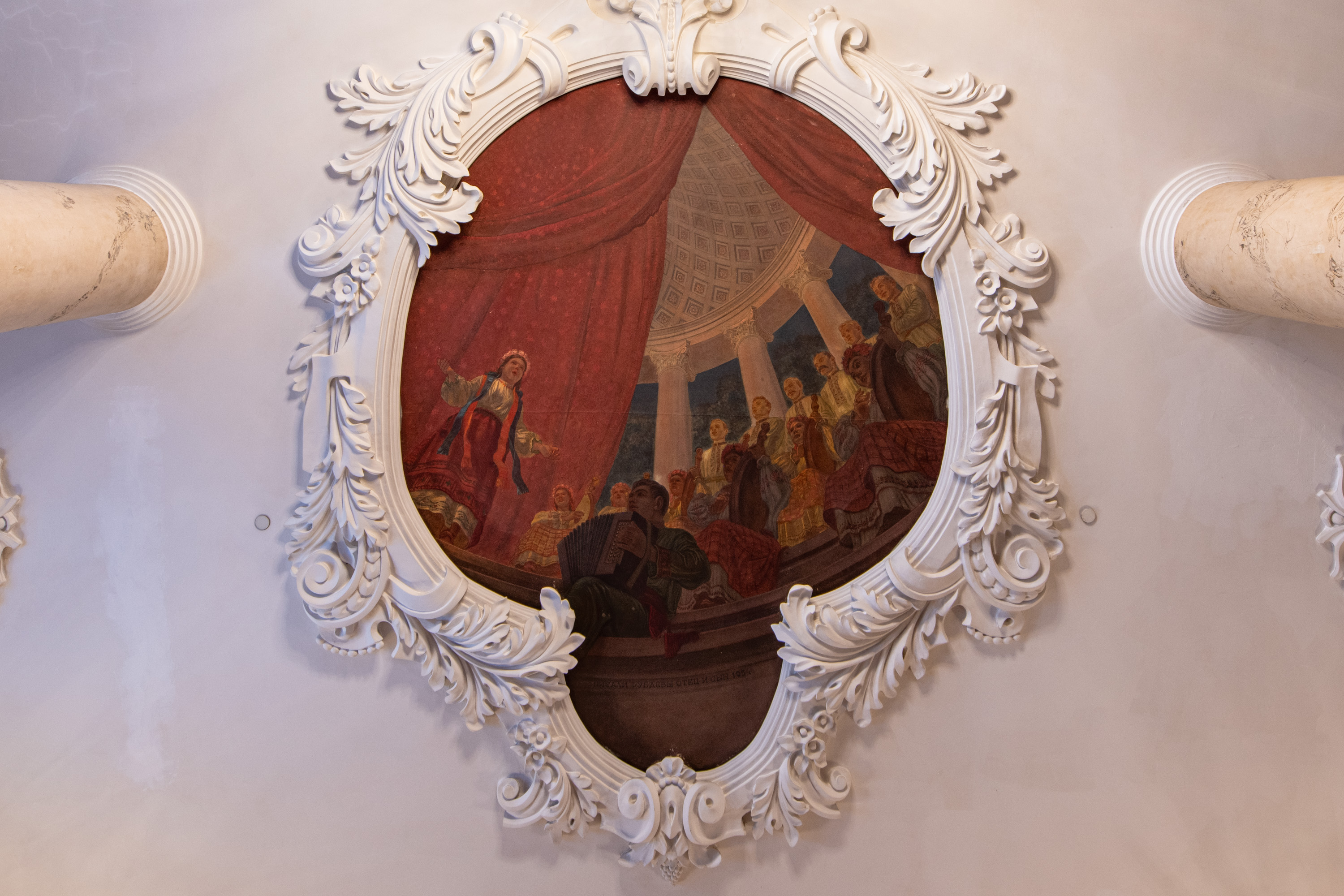
Левое панно бального зала
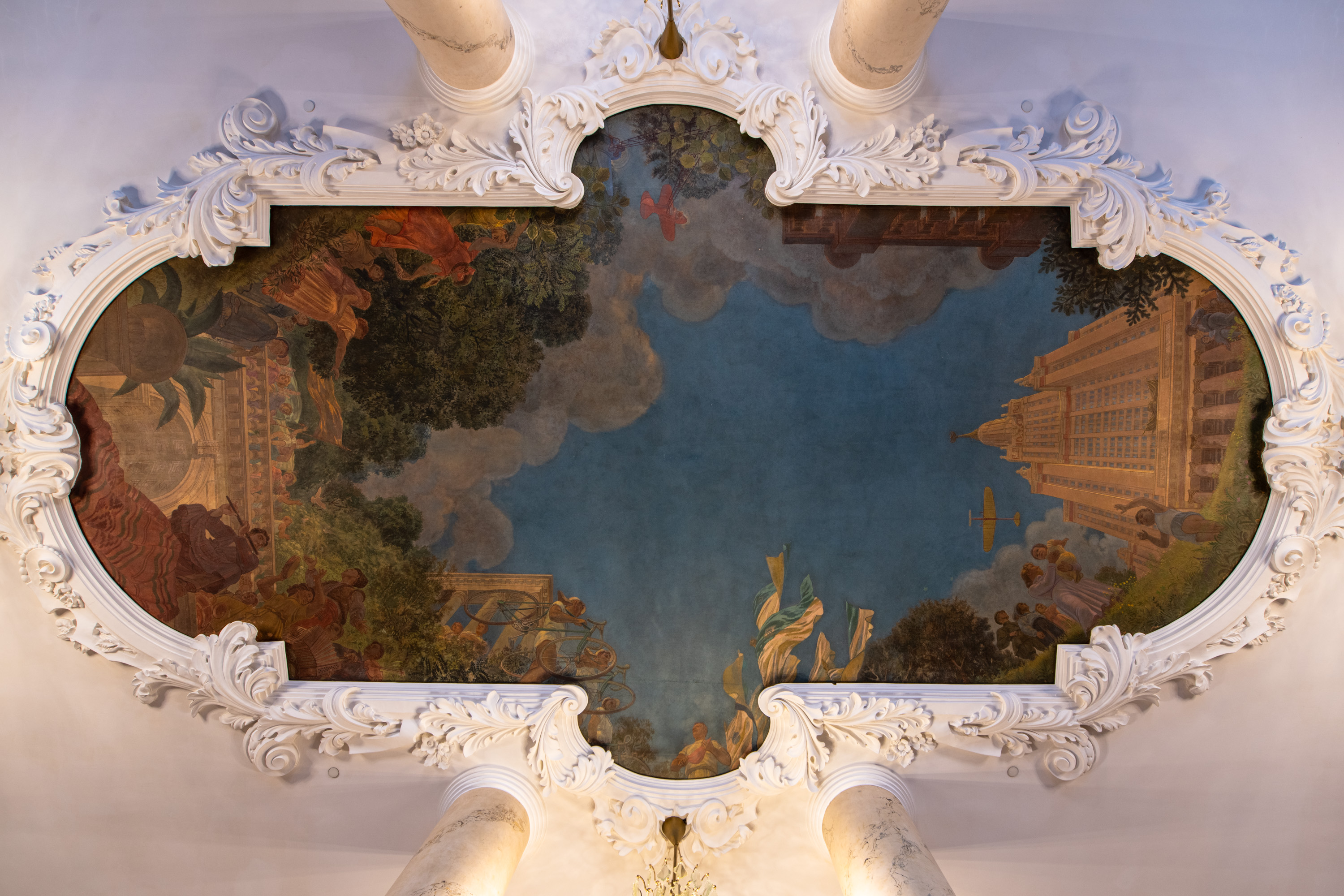
Центральное панно бального зала
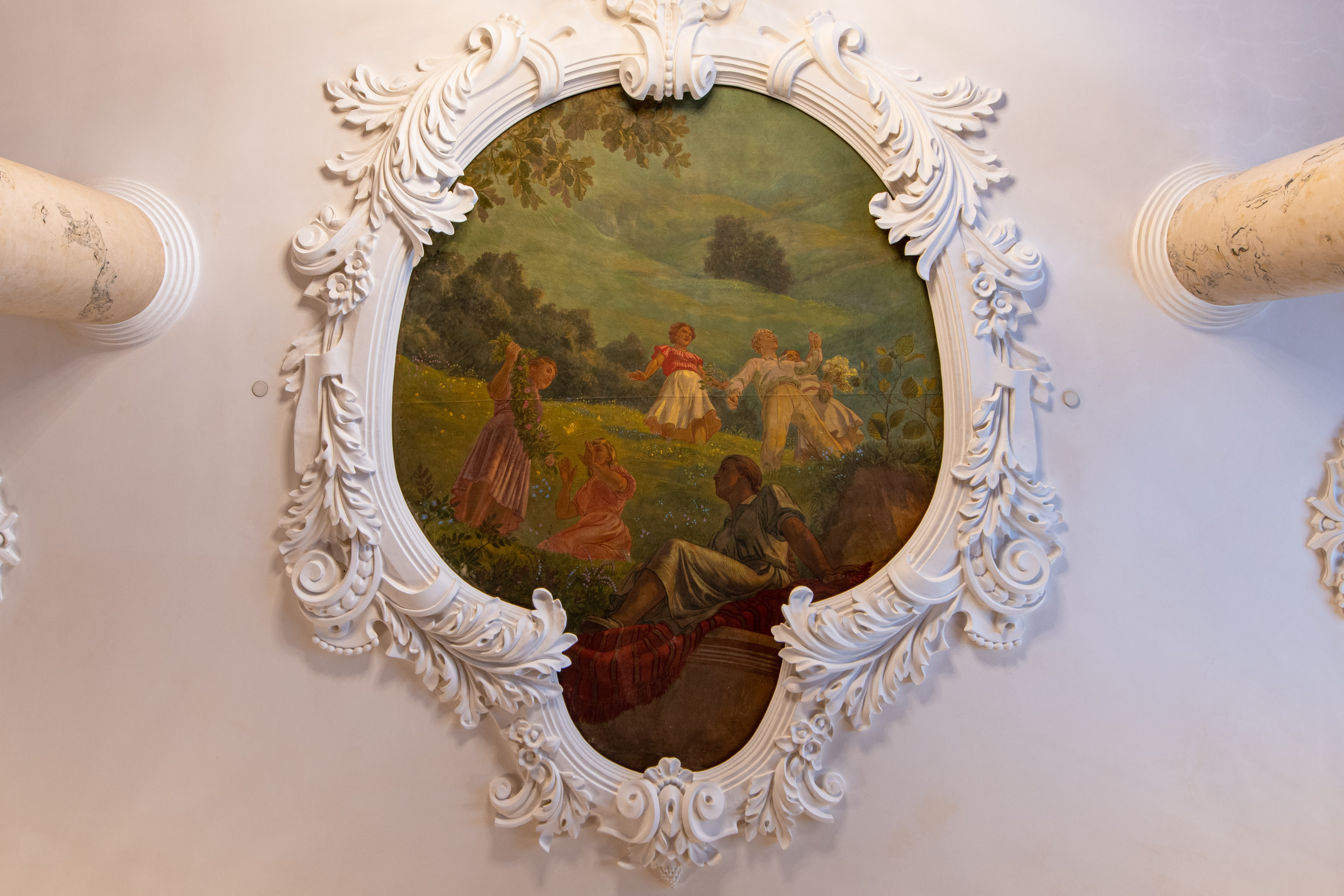
Правое панно бального зала

### Конструкции здания

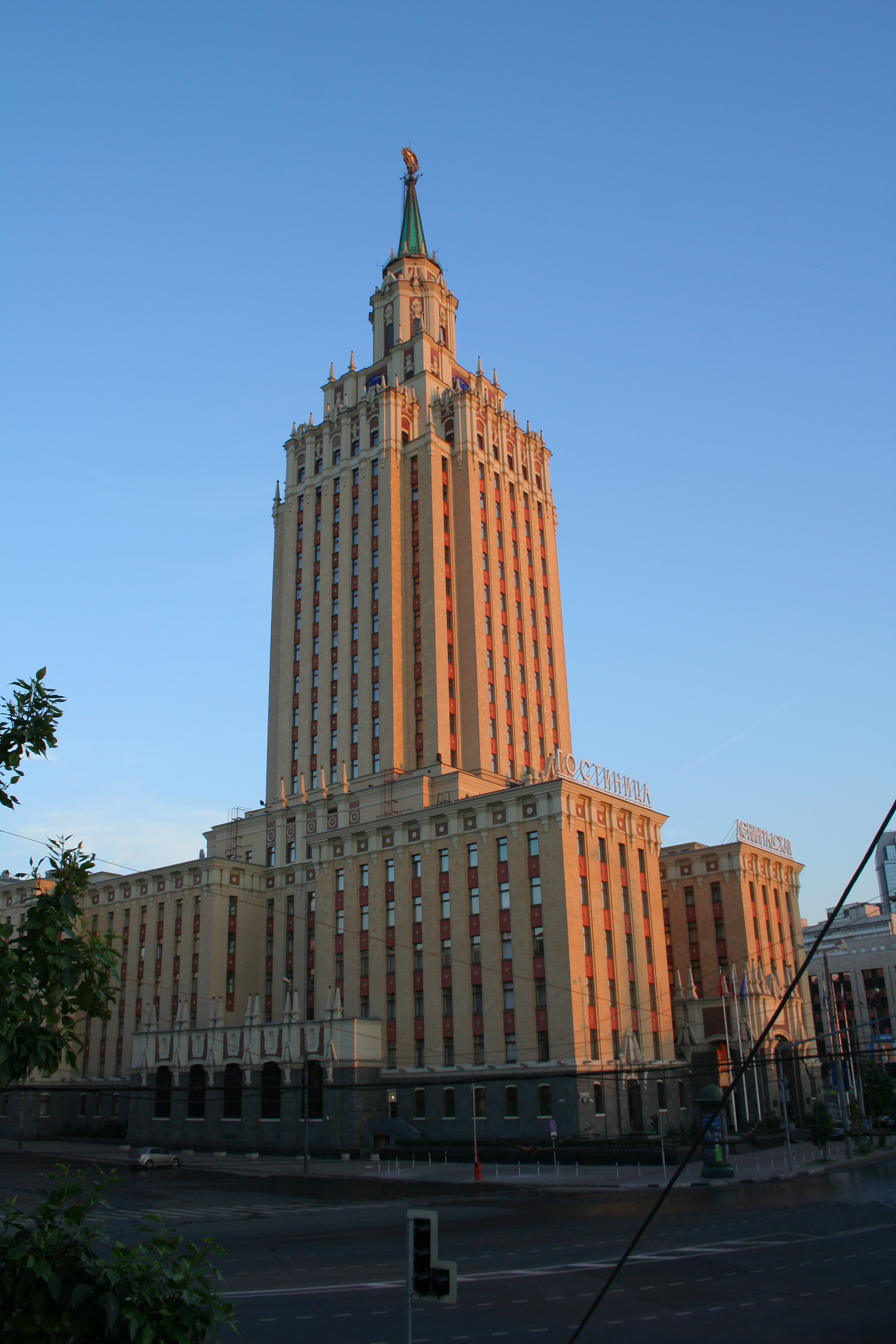
июль 2010

Помимо системы вентиляции, в доме функционировало централизованное кондиционирование. Для этого воздух с улицы направлялся через систему фильтров и увлажнителей, в результате чего его температура достигала уровня 15 °C. Затем воздух нагревался до необходимой температуры. Все сталинские высотки оснащались централизованной системой пылеудаления, которая представляла собой систему щёток и шлангов. В каждом номере они были закреплены на стенах. Собранная пыль проходила через пылесосную систему, расположенную вдоль здания. В цокольных этажах грязь отфильтровывалась и сбрасывалась в канализацию, а очищенный воздух из системы попадал на улицу. Гостиница была также оборудована ручными пылесосами. Для обеспечения отопления целого здания в подвальных помещениях были установлены бойлеры. В здании гостиницы были устроены, помимо этого, телефонная станция на 2000 номеров и резервная котельная для подачи горячей воды.
Из-за сложных условий местности архитекторам пришлось усилить коробчатый фундамент, чтобы исключить возможность неравномерной осадки опор. Это, в свою очередь, потребовало внести изменения в армокаркас всего здания. В итоге расход стали на 1 м³ здания достиг 39 кг, что было приблизительно на треть больше, чем в остальных сталинских высотках. «Перерасход» дефицитного металла, который отмечали в то время, был впоследствии назван одной из причин дороговизны строительства.

## Гостиница Hilton

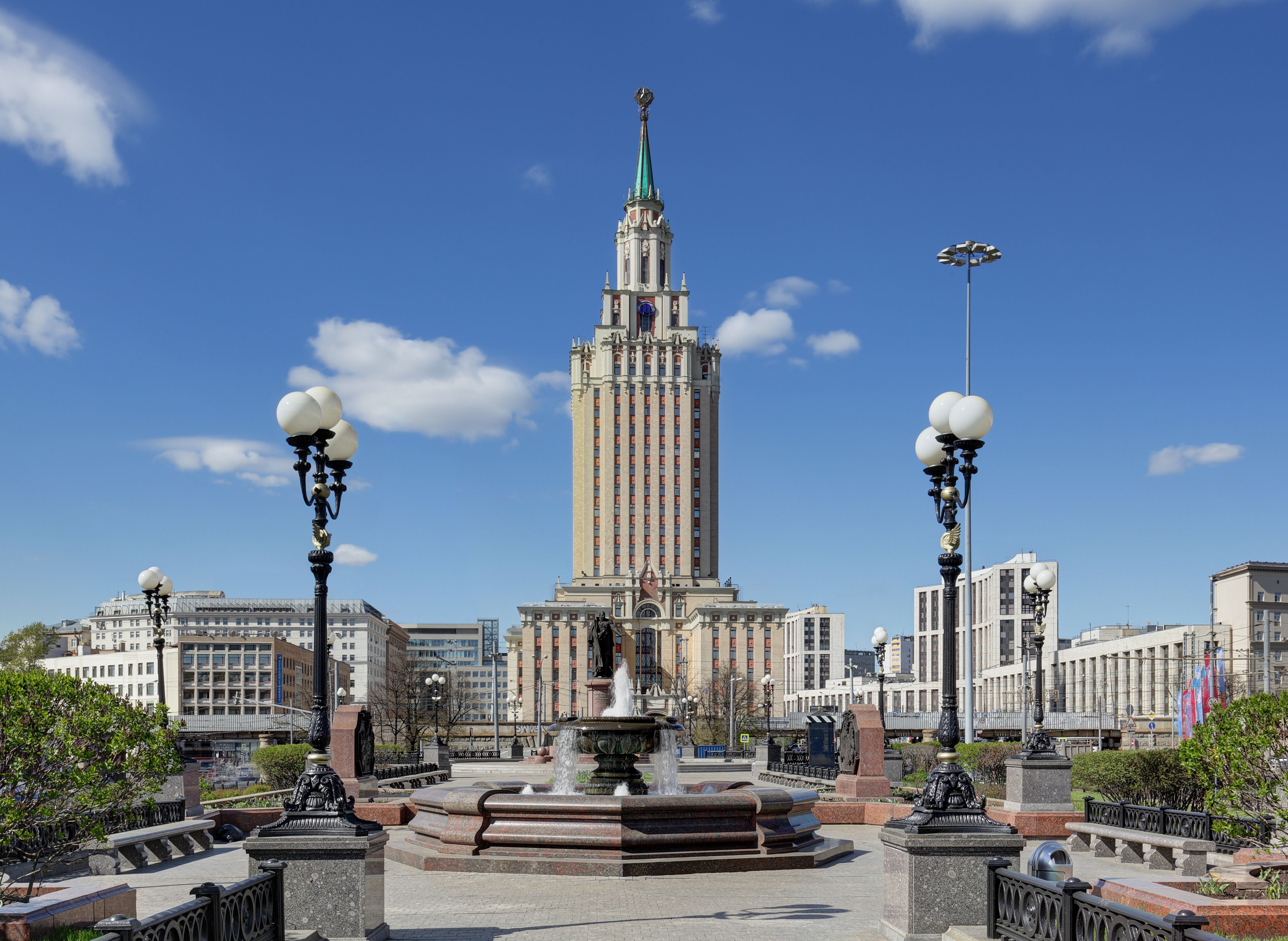
Фасад гостиницы и памятник Павлу Мельникову, 2015 год

В советский период «Ленинградская» принадлежала к числу лучших в стране. Валентина Мартынова, руководившая гостиницей в конце 1980-х годов, отмечала, что в то время существовало 100 номеров высшей категории. Однако из-за недобросовестного менеджмента и внешний вид здания, и убранство номеров находились в неидеальном состоянии. Стоит отметить хорошее состояние конструкции здания, на которое обратили внимание реставраторы в 2000-х.
В ходе приватизации в начале 2000-х годов 70 % акций гостиницы получила группа компаний БИН. После многолетних судебных тяжб в 2012-м группа компаний приобрела у города последние 30 % акций.
В 2004—2008 годах компания ООО «Фирма АР СС» осуществила комплексную реставрацию здания, в том числе интерьеров. В ходе реконструкции фасады сперва очистили при помощи сжатого воздуха. Затем были восстановлены повреждённые или утраченные элементы отделки, на стены нанесли защитноконсервационное покрытие. На завершающем этапе реконструкции экстерьера здание получило художественную подсветку. В гостинице полностью поменяли инженерные сооружения, а в бывшем бомбоубежище появился фитнес-центр с бассейном и СПА-салоном. После завершения всех работ в августе 2008-го гостиница открылась под именем Hilton Moscow Leningradskaya.
Реставраторы, по возможности, сохраняли оригинальные элементы внутреннего убранства. В настоящее время в гостинице можно увидеть стойку регистрации 1952 года и частично цветные витражи в ресторане. Специалисты восстановили первозданный вид входной двери, плафонов, полов и светильников в холлах и торжественных залах. Вместе с тем в большинстве номеров интерьеры и техника имели высокую степень износа. Это позволило дизайнерам не только изменить обстановку, но и произвести перепланировку. Количество номеров сократилось до 273, при этом площадь самого маленького апартамента составляет 26 м². Бо́льшая часть нынешнего номерного фонда выдержана в современном стиле по проектам американского дизайнера Марселя Бикуйара. Однако в гостинице было отреставрировано пять так называемых «исторических люксов». Это обширные апартаменты в 90 м², в которых восстановлен изначальный декор и для которых была подготовлена аутентичная мебель. Дизайн исторических люксов разработал российский архитектор Александр Локтев.